# First Fleet

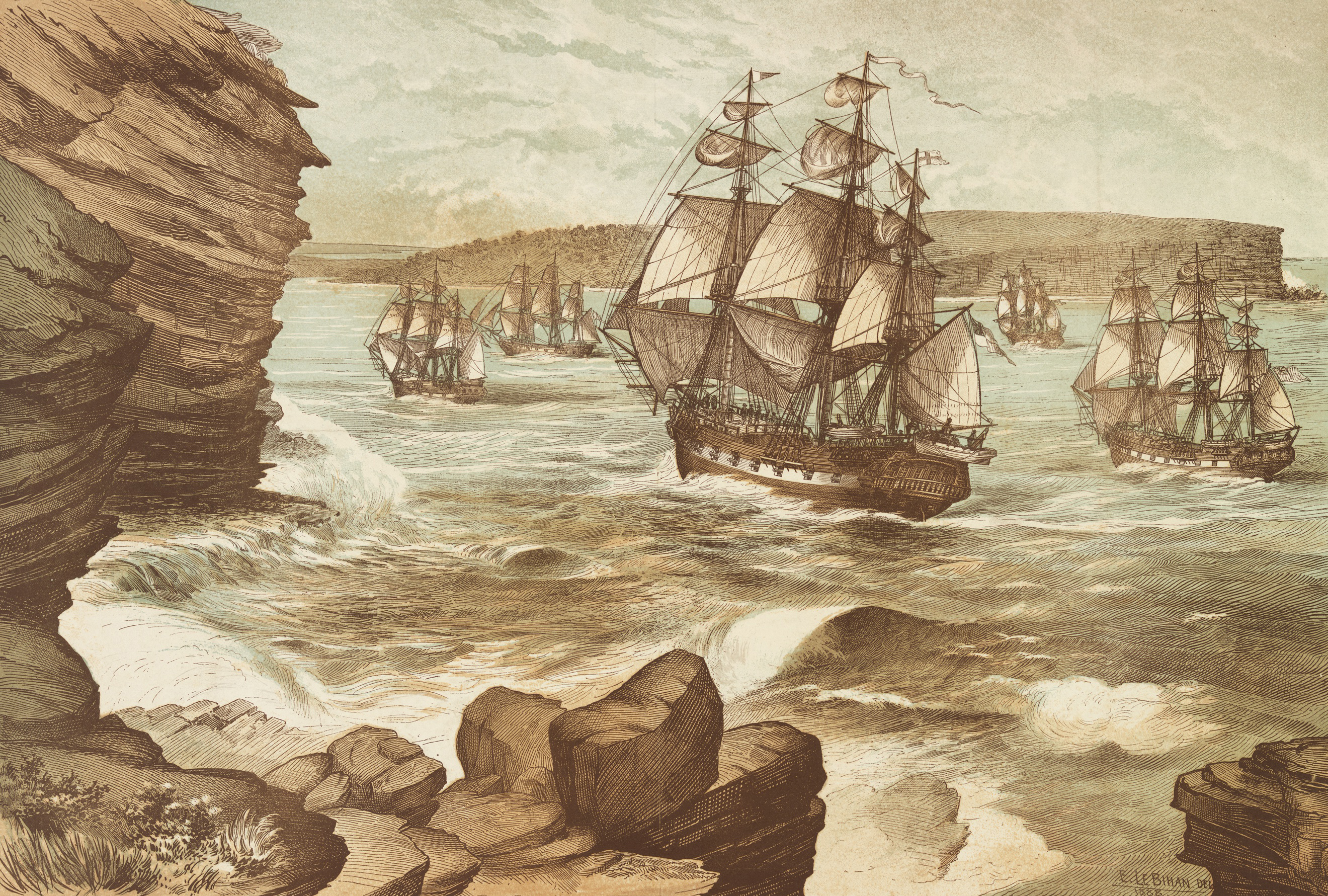
First Fleet i Botany Bay, 26 januari 1788, teckning av Edmond Le Bihan.

First Fleet var 11 fartyg som seglade från Portsmouth i England den 13 maj 1787. Uppdraget var att etablera en straffkoloni i Australien. Flottan bestod av två örlogsfartyg, tre förrådsfartyg och sex fartyg med straffångar och ankom till Botany Bay den 26 januari 1788. Fartygen ankrade i Sydney Cove. Här möttes européer och aboriginer för första gången.

## Bakgrund
Under 1700-talet sände Storbritannien tiotusentals straffångar till Brittiska Amerika. Efter USA:s självständighet utropad 1776, som Storbritannien erkände först med freden i Paris 1783, vägrade de att ta emot fler brottslingar. Storbritannien beslöt att skicka straffångar till New South Wales, ett land i Australien som James Cook hade besökt 1770 och gjort anspråk på för engelska kronan.
First Fleet lämnade Portsmouth den 13 maj 1787 under befäl av kommendör Arthur Phillip på flaggskeppet HMS Sirius. Phillip hade befogenhet att grunda en brittisk koloni och utsågs till blivande guvernör för New South Wales. Flottan kom fram till Botany Bay mellan den 18 och 20 januari 1788.

## Fartyg

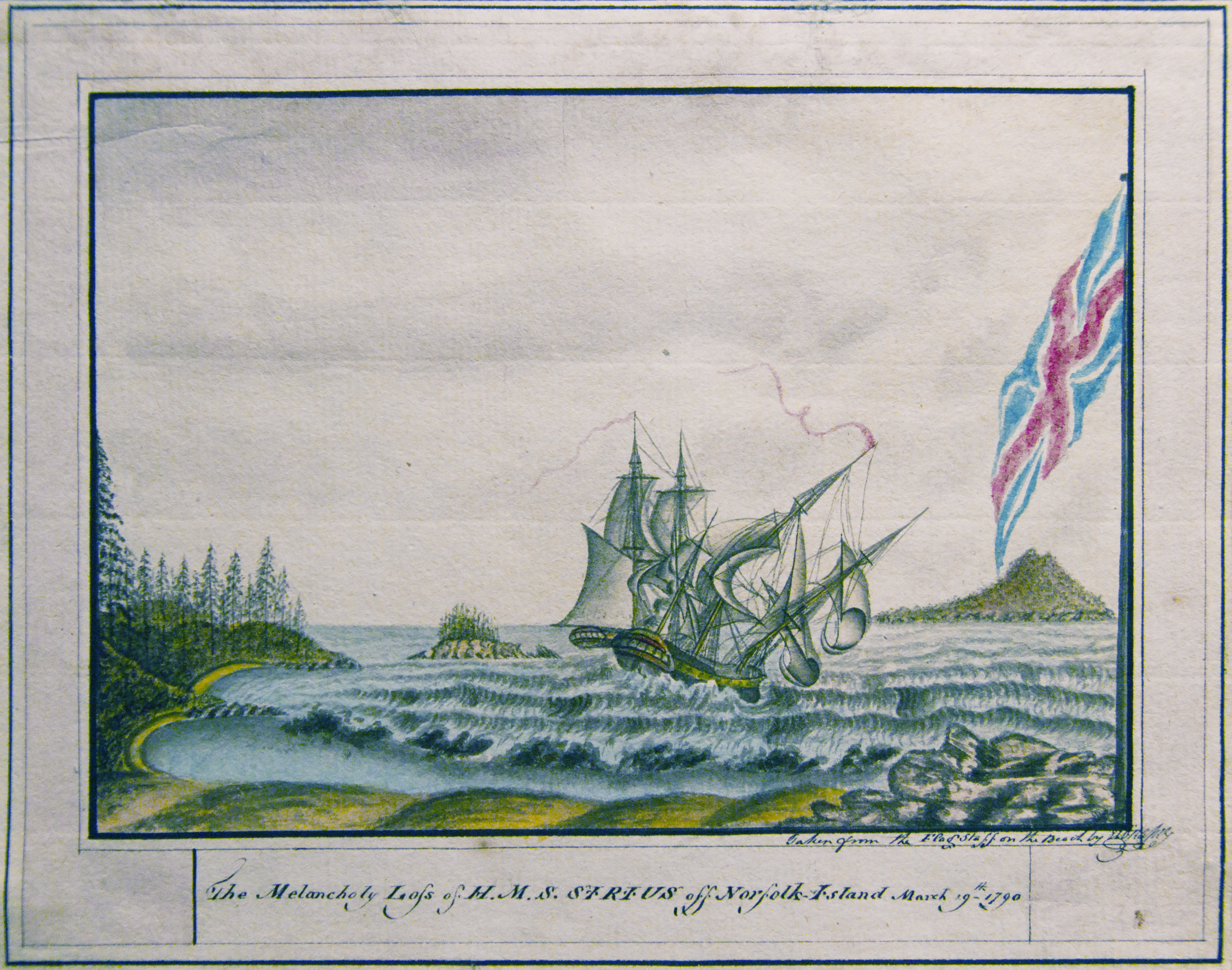
HMS Sirius, skeppsbrott vid Norfolkön 19 mars 1790.

Beskrivning av fartygen och modeller finns på Sydneys museum.

### Örlogsfartyg
- Flottans flaggskepp HMS Sirius, sjösatt 1781 byggdes som ett handelsfartyg och bestyckades med 10 kanoner. Fartygschef var kapten John Hunter.[4]

- HMS Supply var ett bestyckat förrådsfartyg, sjösatt 1759,[5] fartygschef David Blackburn.

### Fångtransportfartyg
| Skepp           | Typ       | Byggd | Kapten                 | Fångar (män) | Fångar (kvinnor |
| --------------- | --------- | ----- | ---------------------- | ------------ | --------------- |
| Alexander       | Barkskepp | 1783  | Duncan Sinclair        | 210          | inga            |
| Charlotte       | Barkskepp | 1784  | Thomas Gilbert         | 100          | 24              |
| Friendship'     | Brigg     | 1784  | Francis Walton         | 80           | 24              |
| Lady Penrhyn    | Barkskepp | 1786  | William Cropton Server | inga         | 101             |
| Prince of Wales | Barkskepp | 1779  | John Mason             | 2            | 47              |
| Scarborough     | Barkskepp | 1782  | John Marshall          | 208          | inga            |

### Förrådsfartyg
| Skepp        | Typ        | Byggd | Kapten        |
| ------------ | ---------- | ----- | ------------- |
| Golden Grove | Barkskepp  | 1780  | William Sharp |
| Fishburn     | Barkskepp  | 1780  | Robert Brown  |
| Borrowdale   | Barkskeppg | 1785  | Hobson Reed   |

## Antal personer som kom fram
De flesta som lämnade England överlevde resan och anlände till Australien efter åtta månader.
| Antal personer/grupp             | Avfärd från Portsmouth | Ankomst till Sydney Cove |
| -------------------------------- | ---------------------- | ------------------------ |
| Officerare och passagerare       | 15                     | 14                       |
| Besättning                       | 323                    | 269                      |
| Marinkåren                       | 247                    | 245                      |
| Kvinnor och barn till Marinkåren | 46                     | 45 + 9 nyfödda           |
| Straffångar (män)                | 582                    | 543                      |
| Straffångar (kvinnor)            | 193                    | 189                      |
| Barn till straffångar            | 14                     | 11 + 11 nyfödda          |
| Summa                            | 1420                   | 1336                     |

## Kända personer med koppling till First Fleet
- Scott Morrison, vars förfader var en av fångarna